# Vlajka Texasu

Texaská vlajka
Poměr stran: 2:3

Vlajka Texasu, jednoho z federálních států USA, známá také pod jménem „Lone Star Flag“ (česky Vlajka jedné hvězdy), je tvořena listem o poměru stran 2:3 s modrým žerďovým pruhem, širokým ⅓ délky listu a se dvěma vodorovnými pruhy: bílým a červeným. Uprostřed modrého pruhu je bílá, pěticípá hvězda v pomyslné kružnici o průměru ¾ šířky modrého pruhu.

## Symbolika
Texaský vlajkový kodex určuje následující symboliku barev vlajky: modrá znamená loajalitu, bílá čistotu a červená chrabrost. Jedna (osamocená) hvězda „reprezentuje veškerý Texas a znamená naší jednotu pro Boha, stát a zemi“ (anglicky represents all of Texas and stands for our unity as one for God, State, and Country). „Osamocená hvězda“ je ve skutečnosti starší symbol, který existoval před vznikem vlajky samotné a symbolizoval solidaritu při vyhlašování nezávislosti na Mexiku. Hvězda je pořád vnímána jako symbol texaského nezávislého ducha. Hvězda „Lone Star“ je také symbolem oficiální přezdívky Texasu „The Lone Star State“ (česky Stát osamělé hvězdy).
Myšlenka a bílého a červeného pruhu má svůj původ v republice Fredonia (1826–1827), malého státu  který se oddělil od Mexika a následně byl silou integrován zpět. Stát tvořila aliance mezi angloamerickými osadníky a domorodými indiánskými kmeny a vlajka Fredonie byla tvořena bílým a rudým pruhem, které symbolizovaly dvě rasové/etnické skupiny, z kterých byl tento stát zformován. Ačkoliv existence republiky skončila neúspěchem, její vznik později sloužil jako inspirace k pozdější Texaské revoluci.

## Historie
Vlajka byla poprvé představena na zasedání Kongresu Texaské republiky (1836–1845) dne 28. prosince 1838 senátorem Williamem H. Whartonem. 25. ledna 1839 byla přijata jako oficiální vlajka Texaské republiky, nezávislého státu existujícího v letech 1836–1845.
Do Unie vstoupil Texas 29. prosince 1845 (jako 28. stát), vlajku si ponechal.

## Vlajkový protokol
Vlajka Texasu je široce populární v texaských domovech a firmách a zachází se s ní s vysokým stupněm úcty a vážnosti.
Podle zákona musí být vlajka vztyčena na hlavní administrativní budově každé státní instituce, nebo v její blízkosti, v období státních nebo národních svátků a při všech událostech historického významu. Texaská vlajka vlaje permanentně nad oběma vchody do Texaského Kapitolu.

Vertikální zavěšení texaské vlajky

## Vlajka texaského guvernéra
Vlajka texaského guvernéra je tvořena modrým listem s uprostřed umístěnou pečetí státu Texas. Jako na většině vlajek guvernérů USA, je v každém rohu listu umístěná pěticípá hvězda.

Vlajka texaského guvernéra